# آبی (فیلم ۱۹۹۳)
آبی (به انگلیسی: Blue) فیلمی ۷۹ دقیقه‌ای به کارگردانی درک جارمن محصول کشور ایالات متحده آمریکا است. این آخرین فیلم بلند اوست که چهار ماه قبل از مرگش بر اثر عوارض ناشی از ایدز اکران شد. چنین عوارضی او را در زمان اکران فیلم تا حدی نابینا کرده‌بود و تنها قادر به دیدن سایه‌های آبی بود.
این فیلم آخرین وصیت او به‌عنوان یک فیلم‌ساز بود و شامل یک پلان از رنگ آبی اشباع شده، آبی بین‌المللی کلاین(RGB 0, 47, 167, CMYK 100, 72, 0, 35) می‌باشد. به‌عنوان پس‌زمینه موسیقی متنی وجود دارد که خود جارمن و برخی از همکاران قدیمی‌اش زندگی و دیدگاه اش را توصیف می‌کنند.

## گوینده ها
- جان کوئنتین
- نایجل تری
- درک جارمن
- تیلدا سوینتن

## انتشار و اولین نمایش
اولین نمایش آن در ۱۹ سپتامبر ۱۹۹۳ از کانال ۴ و رادیو بی بی سی ۳ در یک پخش همزمان با یکدیگر همکاری کردند تا بینندگان بتوانند از موسیقی متن استریو آن لذت ببرند. این فیلم به صورت دی وی دی در آلمان و ایتالیا منتشر شده‌است.